# Constantin Popovici
Constantin Popovici (Bucarest, 2 de octubre de 1988) es un deportista rumano que compite en saltos de gran altura.
Ganó dos medallas en el Campeonato Mundial de Natación, en los años 2023 y 2025, y una medalla de oro en el Campeonato Europeo de Natación de 2022. Además, obtuvo el título en las Red Bull Cliff Diving World Series de 2023.

## Palmarés internacional
| Campeonato Mundial | Campeonato Mundial  | Campeonato Mundial | Campeonato Mundial |
| Año                | Lugar               | Medalla            | Prueba             |
| ------------------ | ------------------- | ------------------ | ------------------ |
| 2023               | Fukuoka (Japón)     | Medalla de oro     | 27 m               |
| 2025               | Singapur (Singapur) | Medalla de bronce  | 27 m               |
| Campeonato Europeo |                     |                    |                    |
| Año                | Lugar               | Medalla            | Prueba             |
| 2022               | Roma (Italia)       | Medalla de oro     | 27 m               |